# Lorius
Lorius é um género de papagaio da família Psittacidae.
Este género contém as seguintes espécies:
- Lorius garrulus
- Lorius domicella
- Lorius lory
- Lorius hypoinochrous
- Lorius albidinucha
- Lorius chlorocercus